# 오기억
오기억(誤記憶, false memory)은 사실은 일어나지 않았던 일이 어떤 사람의 기억 속에 존재하는 심리학적 현상이다. 1974년 이래로 엘리자베스 로프터스가 이 분야에서 선도적인 연구자로 활동하고 있다. 오기억 자체는 오기억 증후군과 구분된다. 오기억 증후군은 한 사람의 삶과 지향에 심각한 영향을 미치지만 오기억 자체는 별다른 효과 없이 그냥 잘못된 기억으로서 언제든지 발생할 수 있다.
정신분석학에서 말하는 억압기억도 비정신분석 심리학자들에게는 그저 오기억의 일종이라고 해석된다.

## 같이 보기
- 기시감